# クロサギ科
クロサギ科（Gerreidae）は、スズキ目に分類される魚の分類群である。そのほとんどが亜熱帯域のサンゴ礁の浅瀬に生息している。

## 分類
8属が属する。種数はWoRMSによる。日本にはクロサギ属とタイワンサギ属が分布する。
- Gerres クロサギ属 - 28種。和名はBISMaL[2]による。
  - Gerres akazakii Iwatsuki, Kimura & Yoshino, 2007 セダカダイミョウサギ
  - Gerres baconensis (Evermann & Seale, 1907) オガサワラクロサギ
  - Gerres equulus Temminck & Schlegel, 1844 クロサギ
  - Gerres erythrourus (Bloch, 1791) セダカクロサギ
  - Gerres filamentosus Cuvier, 1829 イトヒキサギ
  - Gerres japonicus Bleeker, 1854 ダイミョウサギ
  - Gerres longirostris (Lacepède, 1801) ツッパリサギ
  - Gerres macracanthus Bleeker, 1854 ホソイトヒキサギ
  - Gerres microphthalmus Iwatsuki, Kimura & Yoshino, 2002 ヤマトイトヒキサギ
  - Gerres oblongus Cuvier, 1830 ナガサギ
  - Gerres oyena (Forsskål, 1775) ミナミクロサギ
  - Gerres ryukyuensis Iwatsuki, Kimura & Yoshino, 2007 ヤンバルサギ
  - Gerres shima Iwatsuki, Kimura & Yoshino, 2007 シマクロサギ
- Pentaprion Bleeker, 1850 タイワンサギ属 - 1種
  - Pentaprion longimanus (Cantor, 1849) タイワンサギ
- Eucinostomus Baird & Girard, 1855 タイセイヨウサギ属 - 10種
  - Eucinostomus argenteus Baird & Girard, 1855 タイセイヨウサギ[3]
- Deckertichthys Vergara-Solana, 2014 - 1種
- Diapterus Ranzani, 1842 - 4種
- Eugerres Jordan & Evermann, 1927 - 5種
- Parequula Steindachner, 1879 - 2種
- Ulaema Jordan & Evermann, 1895 - 1種

## 特徴
伸縮性に優れた口を備えており、餌を食べるときに役立つ。上あごには前上顎骨柄状突起というものがあり、これを前方に伸ばすことができる。